# They Found Hell
Pour plus de détails, voir Fiche technique et Distribution.
They Found Hell (en français : Ils ont trouvé l’enfer), aussi connu sous le titre de Highway to Hell, est un téléfilm américain de 2015, réalisé par Nick Lyon et écrit par Neil Elman et Nicole Jones-Dion. Le film met en vedette Chris Schellenger, Katy Reece et Austin Scott. Le film a été tourné à Sofia, en Bulgarie.

## Synopsis
Plusieurs étudiants expérimentent une technologie de téléportation. Un accident se produit qui ouvre un portail dimensionnel vers l’enfer et aspire les étudiants à l’intérieur. Ils doivent affronter les monstres et les démons de l’enfer pour tenter de s’échapper, pendant que leur ami et leur professeur tentent de les ramener sur Terre.

## Distribution
- Chris Schellenger : Peter
- Katy Reece : Trish
- Austin Scott : Giles
- Kabby Borders : Ava
- Mirela Burke : Lucia
- Max Rinehart : Slade
- Hunter Canedy : Ward
- Laurie Kynaston : Evan
- James Sobol Kelly : Dr. Maro
- George Zlatarev : Charon
- Ivan Kostadinov : Le collectionneur
- Nadya Poliakova : Vieille infirmière
- Goran Gunchev : Démon cadavre
- Anatoli Nikolov Netchev : Ouvrier russe
- Bozhidar Baltov : Un homme attaqué par un chien[4]

## Réception critique
Le film a obtenu le score d’audience de 19% sur Rotten Tomatoes